# Doda (cantante)
Dorota Aqualiteja Rabczewska (nacida el 15 de febrero de 1984 en Ciechanów), conocida también como Doda Elektroda o simplemente Doda, es una modelo y cantante polaca, una de los artistas polacas más exitosos en términos de número de premios ganados. Doda saltó a la fama primero como miembro de la banda de rock polaco Virgin. Después de que el grupo se disolviera en 2007, continuó con su carrera en solitario. Doda apareció en la CNN como la décima personalidad polaca más famosa de la historia. En 2011 la revista polaca Viva! la incluyó entre las diez mujeres más influyentes en Polonia.

## Biografía
Dorota Rabczewska nació el 15 de febrero de 1984 en Ciechanów. Es hija de Paweł Rabczewski (doble medallista del campeonato mundial en levantamiento de pesas) y Wanda Rabczewska. La juventud la paso en la ciudad familiar Ciechanów. Desde 1991 empezó sus estudios en Społeczna Szkoła Podstawowa, y también a la vez iba a una escuela musical en la clase del piano. El 9 de mayo de 1992 apareció por primera vez públicamente en „Mini Listy Przebojów” en la Casa Cultural de Ciechanów. En enero de 1994 apareció en la gala de Ciechanów con el grupo Funny, en marzo del mismo año ganó el concurso de la canción infantil en Ciechanów. En junio de 1996 formó parte del programa de la cadena televisiva Polsat llamado „Powitanie Lata w Gdańsku” (Bienvenida del verano en Gdańsk).
En 1997 empezó el entrenamiento de atletismo. Con éxito apareció en el Campeonato Juvenil de Atletismo de Polonia, en el cual recibió la medalla de bronce en los 100 m. Ganó medallas de oro en los campeonatos provisionales corriendo en longitud de 1000 y 600 metros, salto de longitud y lanzamiento de peso. En el mismo año empezó los estudios de canto en el Estudio Vocal de Elżbieta Zapendowska en Varsovia. A finales de enero del año 1998 la aceptaron en el teatro „Studio Buffo”. Rabczewska apareció en los musicales „Metro” y „Przeżyj to sam” (Experiméntalo tú mismo). En una entrevista, recordó un periodo negativo colaborando con el director artístico del teatro (Janusz Józefowicz), esas eran las circunstancias de su abandono teatral.

## Carrera musical

### Líder de Virgin (2000-2007)
Después de una audición a la edad de 16, Doda se convirtió en vocalista de la banda de hard rock polaco Virgin. En 2002 lanzaron el 16 de septiembre su primer álbum de estudio autotitulado Virgin. Fue promovido por dos sencillos: "To Ty" y "Mam Tylko Ciebie". Además, en ese momento la popularidad de la banda y del álbum aumentó al participar Doda en el reality de televisión The Bar.

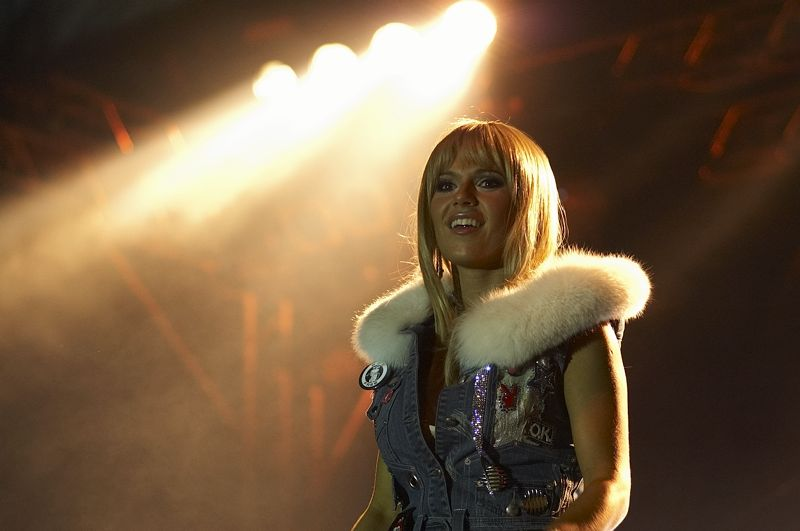
Doda durante un concierto de Virgin en 2006.

Dos años después de su debut, la banda lanzó su segundo álbum llamado Bimbo, el 17 de mayo de 2004. El álbum debutó en el número uno en la lista Polish Music Charts. El primer sencillo fue "Dżaga", que se convirtió en su primer gran éxito comercial. En el videoclip aparece Radosław Majdan —guardameta polaco y futuro marido de Doda— con quien se ve a Doda teniendo relaciones sexuales. Los siguientes sencillos fueron las baladas rock "Kolejny Raz" y "Nie Zawiedź Mnie". Virgin también se embarcó en su primera gira con Bimbo Tour. El álbum posteriormente fue disco de oro, el primero para la banda.
Después de un cambio en la formación original, el grupo lanzó su nuevo sencillo, la power-ballad "Znak Pokoju", en el Festival Internacional de la Canción de Sopot y ganó el Premio del Espectador. También fue su carta de presentación en las emisoras de radio polacas. El 17 de octubre de 2005, lanzaron su tercer y último álbum de estudio llamado Ficca, esta vez con un sonido más pop-rock orientado a la radiofórmula. Fue promovida por su segunda gira llamada Ficca Tour. El siguiente sencillo fue "Dwie Bajki".
En abril de 2006, Doda fue trasladado de urgencia al hospital debido a un problema con su disco intervertebral, lo que provocó un paréntesis por un tiempo en la banda. Después de someterse a una complicada cirugía espinal, la cantante regresó con un papel de voz en el doblaje al polaco de la película Astérix y los vikingos en el papel de Abba. Más tarde, ese mismo año, el grupo lanzó su nuevo sencillo llamado "Szansa", que se inspiró en la cirugía de Doda. Esa canción también ganó el Festival Nacional de la Canción polaca de Opole y luego se lanzó una nueva versión de Ficca, que pasó seis semanas en el número uno en la lista Polish Music Charts. El álbum fue el mayor éxito de la carrera musical de Virgin al vender más de 100 000 copias y conseguir el triple platino.
Doda rechazó la propuesta de participar en la edición polaca de Dancing with the Stars, debido a su cirugía de columna. El grupo recorrió América del Norte, donde Doda tuvo que ser trasladado al hospital por segunda vez debido a una recaída en su lesión de columna. A finales de año, Doda había rescindido su contrato con su mánager. El 1 de enero de 2007 el componente de Virgin, Tomasz Lubert, anunció que iba a terminar su participación con la banda, lo que llevó al grupo a ser disuelto y a Doda a continuar su carrera como solista.

### Debut como solista yDiamond Bitch(2007-2010)

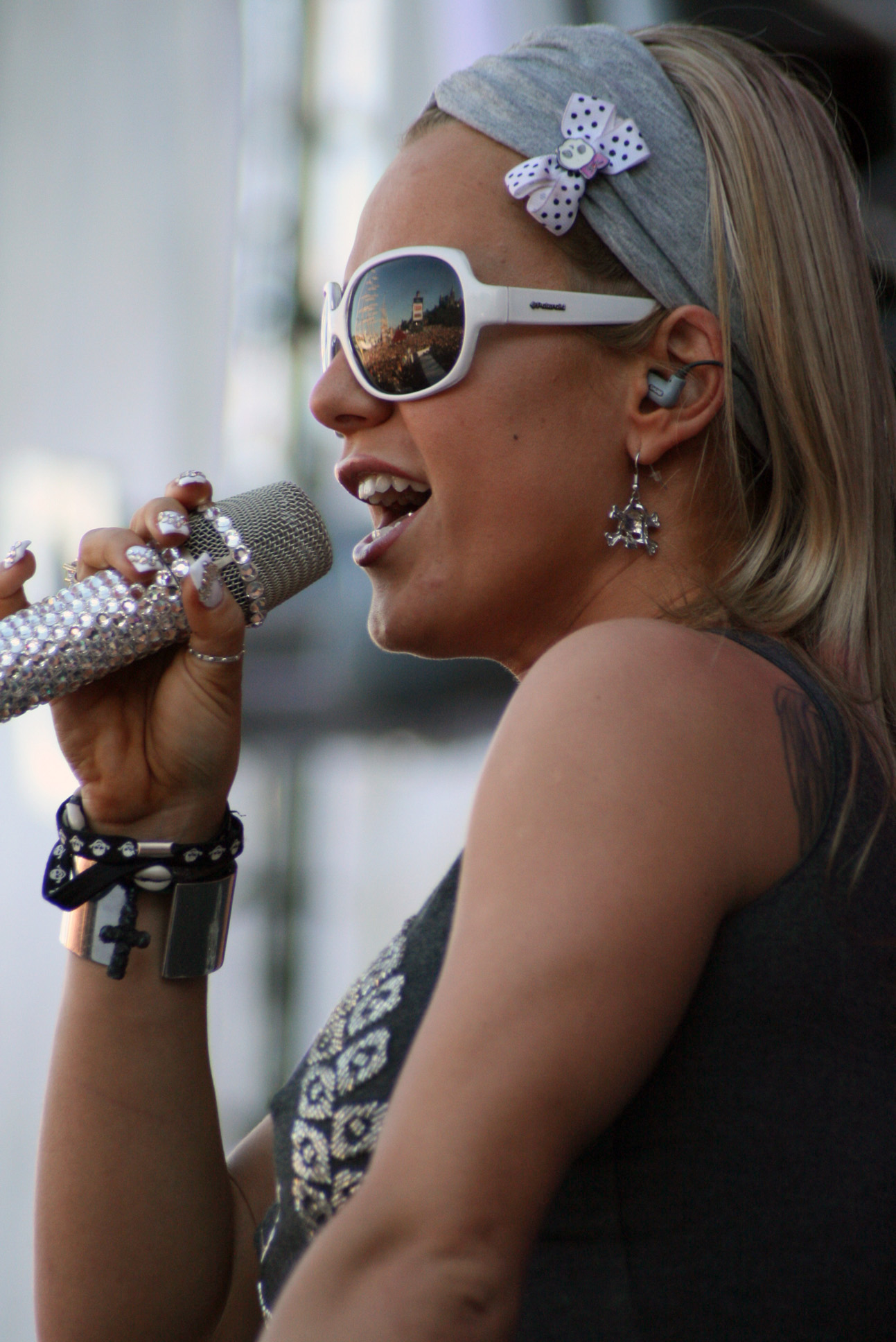
Doda en una actuación en el Tall Ships' Races 2007 en Szczecin.

En 2007 Doda firmó un contrato como solista con Universal Music Polska. En junio lanzó su primer sencillo en solitario "Katharsis" y el 18 de julio, durante el Festival de Música de Łańcut, Rabczewska fue alcanzada en el ojo con un mechero, por lo que fue ingresada y puesta la observación médica. Su álbum debut en solitario, titulado Diamond Bitch, apareció el 27 de julio. Para promocionar el álbum la cantante polaca comenzó el Diamond Tour con conciertos en Alemania, Reino Unido y los Estados Unidos. El álbum fue directo al número uno en la Polish Music Charts y permaneció allí durante cinco semanas consecutivas. El siguiente sencillo fue "To jest to", pero el gran éxito fue "Nie Daj Się", lanzado posteriormente. La canción fue constantemente pinchada en las emisoras de radio, copando muchas de las listas de éxitos del país, por lo que se relanzó una versión ampliada del último álbum, que incluía la canción. Diamond Bitch fue disco de platino con más de 45 000 unidades vendidas.
La popularidad de la excantante de Virgin estaba alcanzando importantes cotas de éxito en su país. El 1 de septiembre de 2007, junto con la presentadora de televisión Magdalena Mołek, Doda fue una de las anfitrionas del 44.º Festival Internacional de Sopot, donde también cantó la canción "To jest to". En septiembre del mismo año, fue uno de los cuatro jueces en el programa de televisión Gwiazdy tańczą na lodzie (la versión polaca del programa británico Dancing on Ice), emitido por el canal de televisión TVP2. A finales de septiembre participó en una sesión de fotos para la revista Playboy y apareció en la portada de la edición de octubre de la revista erótica. El 19 de octubre durante uno de los episodios de Gwiazdy tańczą na lodzie, Doda intercambió un duro cruce de palabras con el boxeador Przemysław Saleta; el comportamiento de la artista fue condenado por el Comité de Ética de TVP. El 31 de diciembre apareció en el concierto de Fin de Año en Breslavia
emitido por la televisión polaca.
El 1 de enero de 2008 fue invitada por el Ministerio de Defensa Nacional para dar un concierto a los soldados polacos en Irak. Sin embargo, el ministerio no fue capaz de proporcionar Doda y su equipo un seguro de transporte y la actuación tuvo que ser cancelada. El 30 de marzo Doda fue galardonado en los premios Świry 2008 junto a figuras como Ędward Ącki, Agnieszka Frykowska y Włatcy Móch. La cantante se desmayó después de uno de los conciertos en Varsovia en mayo y su participación en Ostrow Wielkopolski se aplazó hasta finales de mes.
A principios de julio terminar de grabar el videoclip de "Nie daj się" y anunció la reedición de su álbum debut. El 4 de julio apareció en el festival TOPtrendy 2008, ocupando el sexto entre los diez artistas que más discos vendieron en Polonia. El 8 de agosto ganó el Festival de Sopot Hit en la categoría de canción del verano en Polonia por "Nie daj się." Al final del año lanzó una reedición de Diamond Bitch, que incluía "Nie daj się", "Like a Virgin", "Katharsis" y "Nie daj się", así como un DVD con los diez videos musicales de la artista y 16 extractos breves de su infancia. El 7 de septiembre Rabczewska actuó en el festival PKO BP London Live en Wembley Arena para la comunidad polaca en Londres. El 26 de septiembre se produjo el estreno de la comedia Serce na dłoni dirigida por Krzysztof Zanussi, en la que Rabczewska tiene un cameo. La película también utilizó la canción "Rany" incluida en el álbum debut de la cantante.
En ese momento, Dorota Rabczewska ganó once premios VIVA Comet, convirtiéndola en la artista más exitosa en haber ganado ese premio en el mundo. Doda ganó el premio al "Video del año" tres años consecutivos y el de "Artista de la década". En los MTV Europe Music Awards ganó dos veces el premio al "Mejor artista polaco" y en 2009 obtuvo el segundo lugar en el de "Mejor artista europeo". Doda también recibió una Superjedynka en Festival Nacional de la Canción polaca de Opole 2008 como mejor artista. En abril de 2010 Doda comenzó una nueva gira de un año de duración llamada "Rock'n'Roll Palace Tour".

### 7 pokus głównych(2010-2013)
En junio de 2010 ocupó el primer lugar en el ranking Celebrity Monitor de los cantantes más populares de Polonia. El 24 de junio de se filtraron en internet dos canciones de su álbum 7 pokus głównych («Siete tentaciones capitales») "Bad Girls" y "My Way or No Way". El lanzamiento oficial del álbum fue fijado para los días 28 y 30 de junio y se confirmó que "Bad Girls" sería el primer sencillo del álbum. El estreno de la versión en inglés del álbum se llevó a cabo el 16 de julio. El 10 de septiembre Doda apareció como invitado especial en la XLVII edición del Festival Nacional de Opole, donde interpretó la versión polaca de "Bad Girls" y "My Way or No Way", "Szansę", "Nie daj się" y una versión de "Nic nie może wiecznie trwać" de la cantante Anna Jantar con el texto modificadodedicado a su novio Nergal, líder del grupo de death metal Behemoth, y enfermo de leucemia en ese momento.
En mayo de 2011, Doda inauguró su gira mundial The Seven Temptations, de un año y medio de duración, en la que promocionó su nuevo álbum, lanzado el 30 de mayo y que fue disco de platino. Este trabajo musical presentó a Doda en un nuevo estilo de música electro-rock. El siguiente sencillo fue "XXX". En septiembre de 2011 Doda fue nominado de nuevo para los MTV Europe Music Awards y posó para Playboy USA en diciembre de ese mismo año. A finales de 2011 en Doda se convirtió en columnista de la edición polaca de Maxim.
En febrero de 2012 Doda lanzó una canción titulada "Kac Wawa", tema central de la película comedia polaca del mismo nombre. En junio lanzó su dúo con su mejor amiga e imitador Dżaga, "Twa energía". A finales de 2012 lanzó otro sencillo de su último álbum, "Fuck It", una colaboración con la leyenda del rap polaco Fokus. Su polémico video, con escenas de violencia entre ambos artistas, fue prohibido en la televisión, pero en su estreno en YouTube fue reproducido millones de veces. El último sencillo del álbum fue la electro-balada "Electrode", lanzado en 2013. En octubre de 2013 lanzó el sencillo "Wkręceni (High Life)", grabado para la comedia polaca Wkręceni. Ese mismo año ganó dos nominaciones para los World Music Awards.
En diciembre de 2012 Doda firmó un nuevo contrato como solista con EMI Music Polonia, desde 2014 parte de Warner Music Polonia. El 24 de diciembre en su canal oficial en YouTube lanzó un video de su propia versión de la canción "Titanium", de David Guetta con Sia. La canción recibió una acogida muy positiva tanto por los seguidores de la artista, así como los músicos polacos conocidos. La popularidad de la cantante llegó hasta Serbia, Portugal, España, Croacia, Italia y Lituania. El 23 de febrero de 2013 Doda anunció su nueva gira Fly High Tour, que comenzó en mayo de 2013. El 16 de abril, ocho años después de la última actuación, Doda apareció en dos ocasiones en el programa Kuba Wojewódzki. Este episodio fue la segunda emisión más vista del programa con 1,92 millones de espectadores. "Electrode" fue anunciado en el canal de YouTube de Doda como el último sencillo de 7 pokus głównych y el videoclip se publicó el 7 de mayo de 2013, que generó cierta controversia, sobre todo por el tema utilizado de la sirena. En agosto de 2013 Rabczewska fue nominada a los World Music Awards, los prestigiosos premios musicales otorgados a artistas de todo el mundo. La cantante polaca fue nominado en dos categorías: mejor artista femenina (World's Best Female Artist) y mejor canción (World's Best Song) por "Singing In The Chains".
El 8 de septiembre de 2013 durante un concierto en Mszanie, Rabczewska cayó del escenario y perdió temporalmente la conciencia. Terminó el concierto, pero tras su actuación fue trasladada al hospital en Wodzisław Śląski, donde fue sometido a una serie de estudios especializados. El percance resultó ser más grave de lo que pensó en un primer momento y la artista tuvo que permanecer ingresada en un hospital de Varsovia.
Radio Eska estrenó, el 10 de octubre de 2013, el primer sencillo del tercer álbum de estudio de la cantante, "Wkręceni (High Life)", compuesto por Anna Dąbrowska. La canción también fue utilizada en la comedia de Piotr Wereśniak Wkręceni. La canción se convirtió rápidamente en un éxito en las listas AirPlay y Polskie Radio. El 14 de febrero de 2014, con motivo del Día de San Valentín, Doda lanzó el video "High Life". El 4 de marzo de 2014 en el canal oficial en YouTube de la cantante apareció un mini concierto acústico de Virgin, cuya grabación se produjo el 7 de febrero de 2014 en el Hear Studio de Varsovia. Doda, acompañada a la guitarra de Tomasz Lubert, interpretó canciones menos conocidas de la banda, principalmente procedentes del álbum debut del grupo. El material fue lanzado el 15 de abril de 2014 en formato de descarga digital llamado Virgin – Akustycznie, Live in Hear Studio.
El 11 de marzo de 2014 en el cine LUNA de Varsovia se produjo el estreno del DVD en vivo Fly High Live Tour, grabado durante un concierto en el Centro del Centenario de Wroclaw el 28 de noviembre de 2013. El álbum debutó en el puesto 17 en lista OLiS. En abril de 2014 Doda grabó la canción "Hej", correspondiente al álbum Z miłości do muzyki de Tomasz Lubert, que se estrenó el 17 de junio de 2014. En 2014 Rabczewska recibió cuatro nominaciones para los World Music Awards 2014 en las categorías de mejor actuación en vivo (Best Live Act), mejor artista femenina (Best Female Artist), mejor canción (Best Song) por "Singing In The Chains" y mejor animador (Best Entertainer). El 22 de agosto de 2014 interpretó sus éxitos de 2013 "Wrecking Ball", "Blurred Lines", "I Love It" y "Roar", que inauguraron la gala de la decimotercera edición de los Eska Music Awards. El 6 de septiembre apareció como invitada en el primer episodio de la segunda edición de Twoja twarz brzmi znajomo (Tu cara es familiar). A principios de octubre de 2014 hizo un dúo con Urszula Kasprzak en un centro comercial Empik con la canción "Na Sen".

## Vida personal
Dorota Rabczewska nació de Wanda y Paweł Rabczewski. Ella tiene un hermano nueve años mayor, Rafał, con la misma madre. Él se convirtió en su mánager. Doda también tiene un hermano, Grzegorz, doce años mayor y una hermana, Paulina, 16 años menor con el mismo padre, pero no tiene contactos con ellos.
En 2003 conoció a su futuro marido, el portero polaco Radoslaw Majdan. Más tarde le propuso matrimonio durante sus vacaciones en Jerusalén, Israel, y se casaron el 5 de marzo de 2005. Sin embargo, tres años después, en mayo de 2008, la pareja se divorció.
El 9 de mayo de 2009 se hizo público que tenía una relación con el líder de la banda de death metal Behemoth, Adam Darski (también conocido como Nergal). En diciembre de 2009, la pareja se comprometió. En marzo de 2011 se informó de que la pareja había cancelado el compromiso y rompieron la relación.

## Imagen pública
Según unas estimaciones de 2008, la imagen de la cantante estaba valorada en más de 87 millones de zloty y las publicaciones sobre Doda llegaron a 3,5 millones de personas. En el ranking de celebridades polacas publicados en el portal polaco epr.pl, la causa de interés principal de la cantante eran sus controversias en torno a su imagen sexual como persona y artista.

### Imagen como artista
La presencia de Doda en el escenario ha sido objeto de frecuentes comentarios por parte de los medios de comunicación polacos. Su ropa, principalmente en rosa, ha sido criticada como llamativa, provocativa y de mal gusto. En su período artístico inicial, la cantante estaba bajo una influencia de imagen de la cantante pop estadounidense Christina Aguilera. Sin embargo, en la última etapa sus trajes fueron inspirados en cantantes como Rihanna y Victoria Beckham o la modelo Kate Moss.
Con el tiempo, Doda ha sido aclamada como un icono de la moda en Polonia. En 2010, Newsweek Polonia colocó a la artista en el primer lugar de la lista de mujeres que mejor vestían. En el sitio web de Newsweek destacaron la "increíble transformación desde el sostén de color rosa a una dama elegante en blanco. Sus trajes y toques elegantes con velo, colores tenues y joyas, además de una introducción en Polonia de los mejores diseñadores del mundo del espectáculo. Eso es una prueba de que ser sexy no significa ser ordinario". En 2010, una encuesta sobre Doda la situó como "Mejor vestida por Elle" en la categoría "símbolo sexual". En 2011, ganó el premio Oscar polaco por "Mejor cantante vestida".

### Tatuajes
Al igual que su imagen sobre el escenario, los tatuajes en el cuerpo de Doda fueron objeto de frecuentes comentarios y preguntas de los medios de comunicación. La cantante tiene tatuajes como alas en su espalda, las iniciales RM en el abdomen modificadas por láser (como la cantante aseguró a Oprah Winfrey en un programa), una inscripción en hindi en su antebrazo, inscripciones en élfico y el triángulo de la mano derecha, que es símbolo de la divinidad, la unidad y la armonía del universo y de la naturaleza.
En 2007 Rabczewska se quitó el tatuaje en su antebrazo, que originalmente significaba "Amo a Radek" en hebreo.  El tatuaje se refiere al exmarido de la cantante, el futbolista Radoslaw Majdan, que hasta 2009 tenía un tatuaje con su imagen en el hombro. Aquellas palabras fueron reemplazadas por una inscripción en hindi. La cantante aseguró que "en relación con mi limpieza espiritual, me decidí a cambiar el nombre del tatuaje de mi ex amante. Ahora me he tatuado una palabra para protegerme de la mala suerte, pero es un misterio". Probablemente esta palabra en hindi se suponía que era अविनाशी (Avināśī) traducido como «indestructible», pero el tatuaje contiene un error ortográfico.

### Controversias
En mayo de 2010, la oficina del fiscal de Varsovia acusó a Doda con el delito de "ofender la sensibilidad religiosa" por declarar en una entrevista televisiva del año anterior que creía más en los dinosaurios que en la Biblia porque "es difícil creer en algo escrito por personas que bebían demasiado vino y fumaban cigarrillos de hierbas". En enero de 2012 fue declarada culpable y multada con cinco mil zloty por el tribunal local de Warszawa-Mokotów. Su apelación no fue efectiva. En junio de 2012 el tribunal del distrito de Varsovia confirmó la sentencia del tribunal local.
Algunos de los publicistas polacos, como el político Włodzimierz Cimoszewicz, el lógico Wojciech Krysztofiak, el farmacólogo Jerzy Vetulani y miembros del Movimiento Palikot criticaron el juicio. Doda aseguró ser "una víctima de la jurisdicción anacrónica polaca" y dijo que presentará el caso al Tribunal Europeo de Derechos Humanos para su examen.

## Discografía
Con la banda Virgin:
| 2002 | Virgin | 13.700   | Universal Music Polska | Sin                    | No   | 36 |
| 2004 | Bimbo  | 33.450   | Universal Music Polska | Disco de oro           | No   | 1  |
| 2005 | Ficca  | +100.000 | Universal Music Polska | Doble Disco de platino | 2006 | 1  |
| 2016 | Choni  |          |                        |                        |      |    |

En solitario:
| 2007 | Diamond Bitch    | +170.000 | Universal Music Polska | Disco de diamante | 2008 | 1 |
| 2011 | 7 Pokus Głównych | +30.000  | Universal Music Polska | Disco de platino  | No   | 4 |
| 2019 | Dorota           |          |                        |                   |      |   |
| 2022 | Aquaria          |          |                        |                   |      |   |

## Videoclips
| Año  | Título                     | Disco                     | Director              | Enlace                  |
| ---- | -------------------------- | ------------------------- | --------------------- | ----------------------- |
| 2000 | Sława - a za co to?        | Virgin                    | Tomasz Lubert         | YouTube                 |
| 2002 | To Ty                      | Virgin                    | Tomasz Lubert         | YouTube                 |
| 2002 | Mam tylko Ciebie           | Virgin                    | Doda, Adrian Rafalski | YouTube                 |
| 2004 | Dżaga                      | Bimbo                     | Doda                  | YouTube                 |
| 2004 | Kolejny raz                | Bimbo                     | (Desconocido)         |                         |
| 2005 | Nie zawiedź mnie           | Bimbo                     | (Desconocido)         |                         |
| 2005 | Znak pokoju                | Ficca                     | (Desconocido)         | YouTube                 |
| 2005 | 2 bajki                    | Ficca                     | Jakub Miszczak        | YouTube                 |
| 2006 | Szansa                     | Ficca (reedición)         | (Desconocido)         | YouTube                 |
| 2007 | Katharsis                  | Diamond Bitch             | Anna Maliszewska      | YouTube                 |
| 2008 | Nie daj się                | Diamond Bitch (reedición) | Anna Maliszewska      | YouTube                 |
| 2009 | Rany                       | Diamond Bitch             | Bo Martin             | YouTube                 |
| 2009 | Dziękuję                   | Diamond Bitch             | Anna Maliszewska      | YouTube                 |
| 2011 | Bad Girl (Versión Polaca)  | 7 Pokus Głównych          | (Desconocido)         | YouTube versión Polaca  |
| 2011 | Bad Girl (Versión Inglesa) | 7 Pokus Głównych          | (Desconocido)         | YouTube versión Inglesa |
| 2011 | Fuck It!                   | 7 Pokus Głównych          | (Desconocido)         | YouTube sin censura     |
| 2011 | XXX                        | 7 Pokus Głównych          | Takumi Koyama         | YouTube                 |
| 2012 | Kac Wawa                   | B.S.O. Kac Wawa           | (Desconocido)         | YouTube                 |
| 2012 | Twa Enrgia                 | Ninguno                   | (Desconocido)         | YouTube                 |
| 2012 | Titanium                   | David Guetta cover        | (Desconocido)         | YouTube                 |
| 2013 | Electrode                  | 7 Pokus Głównych          | (Desconocido)         | YouTube                 |
| 2013 | Wkręceni (High Life)       | Tercer disco en solitario | (Desconocido)         | YouTube                 |

## Doda Band
| - Tomasz Kamiński - Guitarrista (desde 2011) - Marcin Kleiber – Bajo (desde 2009) - Sławomir Puchała – Batería (desde 2009) | - Łukasz Damn – Bajo (2007-2009) - Piotr Matysiak – Batería (2007-2009) - Sebastian Piekarek – Guitarra (2007-2011) |

Equipo:
- Przemysław Rzeźnik - Guardia
- Maciej Błachnio - Sonido
- Damian Kośny - Luz
- Maciej Kornek – Transporte (escenario)
- Paweł Piwnicki - Piro tecnicismo
- Arkadiusz Kłaban - Visualización
- Michał Blicharski - Visualización
- Andrzej Walczak - Visualización

## Tours
- 2004 – 2005: Bimbo Tour
- 2005 – 2007: Ficca Tour
- 2007 – 2009: Diamond Tour
- 2010 – 2011: Rock'n'Roll Palace Tour
- 2011 – Actualmente: The Seven Temptations Tour

## Películas y televisión
- 2002: Bar 2 - reality show emitido por la cadena "Polsat". Doda quedó en el 4.º puesto.
- 2004: Bar: Złoto dla zuchwałych - reality show emitido por la cadena "Polsat". Doda dimitió del programa, cuando tenía muchas posibilidades de quedar en el primer puesto.
- 2006: Asterix y los viquingos - como Abba (dubbing)
- 2006: Shibuya - karaoke show emitido por la cadena VIVA Polska. Doda actuaba como uno de los tres jurados en la primera temporada.
- 2007: Jazda z Dodą - programa emitido por la cadena TVN y TVN turbo, en el cual Doda aprendía a conducir.
- 2007-2008: Gwiazdy tańczą na lodzie - programa de baile sobre hielo emitido por la cadena TVP 2, en el cual Doda era uno de los cuatro jurados.
- 2008: Anuncio de los helados DODA de la marca Koral.
- 2008: Serce na dłoni - actúa en la película como ella misma.

## Premios
| Año  | Celebración                   | Categoría                                           | Resultado   |
| ---- | ----------------------------- | --------------------------------------------------- | ----------- |
| 2002 | Fryderyki                     | Debiut Roku                                         | Nominada    |
| 2005 | Bravoora 2004                 | Grupo rock del año                                  | III puesto  |
| 2005 | Sopot Festival                | Słowik Publiczności                                 | Ganadora    |
| 2005 | Sopot Festival                | Bursztynowy Słowik                                  | Nominada    |
| 2005 | Świry                         | Pozytywnie zakręcona                                | Ganadora    |
| 2006 | Telekamery Tele Tygodnia 2006 | Música                                              | Ganadora    |
| 2006 | Bravoora 2005                 | Grupo rock del año                                  | II puesto   |
| 2006 | Mikrofony Popcornu 2005       | Polonia - Artista del año                           | Ganadora    |
| 2006 | Mikrofony Popcornu 2005       | Polonia – Grupo del año                             | Ganadora    |
| 2006 | Mikrofony Popcornu 2005       | Polonia – Canación del año                          | II puesto   |
| 2006 | Świry 2006                    | Artista                                             | Ganadora    |
| 2006 | Świry 2006                    | Świr nad świrami                                    | Ganadora    |
| 2006 | Eska Music Awdrans 2006       | Grupo del año                                       | Ganadora    |
| 2006 | Superjedynki 2006             | Disco POP del año                                   | Wygrana     |
| 2006 | Festiwal w Opolu              | Premiery Gwiazd (Szansa)                            | Ganadora    |
| 2006 | ZPAV                          | Disco de oro – Ficca                                | Ganadora    |
| 2006 | Festiwal TOP Trendy           | El disco más vendido del año 2005 (Ficca)           | VIII puesto |
| 2006 | ZPAV                          | Disco de platinio – Ficca                           | Ganadora    |
| 2007 | VIVA Los más guapos 2006      | En general                                          | Nominada    |
| 2007 | Telekamery Tele Tygodnia 2007 | Música                                              | II puesto   |
| 2007 | Bravoora 2006                 | Artista del año                                     | Ganadora    |
| 2007 | Bravoora 2006                 | Grupo POP del año                                   | III puesto  |
| 2007 | Mikrofony Popcornu 2006       | Polonia - Grupo del año                             | Ganadora    |
| 2007 | Mikrofony Popcornu 2006       | Polonia - Canción del año                           | Ganadora    |
| 2007 | Mikrofony Popcornu 2006       | Polonia - Artista del año                           | III puesto  |
| 2007 | Świry 2007                    | Świr musical                                        | Ganadora    |
| 2007 | Świry 2007                    | Najbardziej odlotowy HIT                            | Nominada    |
| 2007 | Świry 2007                    | Super Świr                                          | Nominada    |
| 2007 | ZPAV                          | Doble disco de platinio – Ficca                     | Ganadora    |
| 2007 | ZPAV                          | Disco de oro – Diamond Bitch                        | Ganadora    |
| 2007 | ZPAV                          | Disco de platinio – Diamond Bitch                   | Ganadora    |
| 2007 | VIVA Comet 2007               | Artista del año                                     | Ganadora    |
| 2007 | VIVA Comet 2007               | Charts Awards                                       | Nominada    |
| 2007 | VIVA Comet 2007               | Image del año                                       | Ganadora    |
| 2007 | VIVA Comet 2007               | Canción del año – Katharsis                         | Ganadora    |
| 2007 | MTV Europe Music Awards       | El mejor artista polaco                             | Ganadora    |
| 2007 | Złote Dzioby 2007             | Medialna osobowość                                  | Ganadora    |
| 2007 | Złote Dzioby 2007             | Artista del año                                     | Nominada    |
| 2007 | Złote Dzioby 2007             | Videoclip del año – Katharsis                       | Ganadora    |
| 2007 | Viva! Najpiękniejsi 2007      | General                                             | Nominada    |
| 2008 | Telekamery Tele Tygodnia 2008 | Música                                              | II puesto   |
| 2008 | Teledysk Roku 2007            | Videoclip del año – Katharsis                       | II puesto   |
| 2008 | ZPAV                          | Disco doble platinio – Diamond Bitch                | Ganadora    |
| 2008 | EMA 2008                      | Artista del año de Polonia                          | Nominada    |
| 2008 | EMA 2008                      | Video del año Eska.pl                               | Nominada    |
| 2008 | Świry 2008                    | Świr musical                                        | Ganadora    |
| 2008 | Świry 2008                    | Super świr                                          | Ganadora    |
| 2008 | Superjedynki                  | Disco del año                                       | II puesto   |
| 2008 | Superjedynki                  | Artista del año                                     | Ganadora    |
| 2008 | Superjedynki                  | Nagroda dziennikarzy i fotoreporterów               | Ganadora    |
| 2008 | Festiwal TopTrendy            | El disco mejor vendido del año 2007 (Diamond Bitch) | VI puesto   |
| 2008 | Plebiscyt CKM-u               | Reina de CKM                                        | Ganadora    |
| 2008 | Sopot Hit Festiwal            | Mejor canción polaca del verano (Nie daj się)       | Ganadora    |
| 2008 | ZPAV                          | Triple disco de platinio – Diamond Bitch            | Ganadora    |
| 2008 | Viva Comet 2008               | Artista del año                                     | Ganadora    |
| 2008 | Viva Comet 2008               | Charts Award                                        | Ganadora    |
| 2008 | Viva Comet 2008               | Videoclip del año                                   | Ganadora    |
| 2008 | Viva Comet 2008               | Image del año                                       | Ganadora    |
| 2008 | Plebiscyt Party               | Bohater Party                                       | Ganadora    |
| 2008 | Złote Dzioby Radia Wawa 2008  | Artista del año                                     | Ganadora    |
| 2008 | Złote Dzioby Radia Wawa 2008  | Canción del año (Nie daj się)                       | Nominada    |
| 2008 | Złote Dzioby Radia Wawa 2008  | Videoclip del año (Nie daj się)                     | Ganadora    |
| 2009 | Telekamery 2009               | Música                                              | III puesto  |
| 2009 | Telekamery 2009               | Rozrywka                                            | Nominada    |
| 2009 | Świry                         | Canción de año                                      | Nominada    |
| 2009 | Świry                         | Evento del año                                      | Ganadora    |